# Vepris afzelii
Espèce
Synonymes
- Teclea afzelii Engl.[1]

Vepris afzelii est une espèce de plantes de la famille des Rutaceae.
Son épithète spécifique rend hommage au botaniste suédois Adam Afzelius.